# Mekelle 70 Enderta FC
El Mekelle 70 Enderta es un equipo de fútbol de Etiopía que juega en la Liga etíope de fútbol, la primera división de fútbol en el país.

## Historia
Fue fundado en el año 2007 en la ciudad de Mekelle con el nombre Mekelle Kenema. En la temporada 2016/17 obtiene el ascenso a la Liga etíope de fútbol por primera vez, y al terminar la temporada cambia su nombre por el de Mekelle 70 Enderta.
Dos temporadas después es campeón nacional por primera vez luego de vencer en la última jornada al Dire Dawa City FC 2-1, su primer logro importante.
Participó en un torneo internacional por primera vez en la Liga de Campeones de la CAF 2019-20 donde fue eliminado en la ronda preliminar por el Cano Sport Academy de Guinea Ecuatorial.

## Rivalidades
Su principal rival es el Welwalo University FC con quien juega el Derby de Tigray, caracterizado porque llega bastante gente a los partidos.
También en menor medida tiene rivalidad con el Fasil Kenema SC que es de la misma región.

## Palmarés
- Liga etíope de fútbol: 1

2018/19

## Participación en competiciones de la CAF
| Temporada | Torneo                      | Ronda      | Club               | Casa  | Visita | Global |
| --------- | --------------------------- | ---------- | ------------------ | ----- | ------ | ------ |
| 2019/20   | Liga de Campeones de la CAF | Preliminar | Cano Sport Academy | 1-1   | 1-2    | 2-3    |
| 2020/21   | Liga de Campeones de la CAF | Preliminar | Al-Ahly Benghazi   | w.o.1 | w.o.1  | w.o.1  |

1- Mekelle 70 Enderta abandonó el torneo por la intervención militar en Tigray.